# Влад-Цепеш (комуна)
Влад-Цепеш (рум. Vlad Țepeș) — комуна у повіті Келераш в Румунії. До складу комуни входять такі села (дані про населення за 2002 рік):
- Влад-Цепеш (1663 особи)
- Міхай-Вітязу (956 осіб)

Комуна розташована на відстані 80 км на схід від Бухареста, 24 км на північний захід від Келераші, 124 км на захід від Констанци, 141 км на південний захід від Галаца.

## Населення
За даними перепису населення 2002 року у комуні проживали 2619 осіб.
Національний склад населення комуни:
| Національність | Кількість осіб | Відсоток |
| -------------- | -------------- | -------- |
| румуни         | 2616           | 99,9%    |
| турки          | 3              | 0,1%     |

Рідною мовою назвали:
| Мова      | Кількість осіб | Відсоток |
| --------- | -------------- | -------- |
| румунська | 2616           | 99,9%    |
| турецька  | 3              | 0,1%     |

Склад населення комуни за віросповіданням:
| Релігія     | Кількість осіб | Відсоток |
| ----------- | -------------- | -------- |
| православні | 2616           | 99,9%    |
| мусульмани  | 3              | 0,1%     |